# Star Wars: Darth Vader
Star Wars: Darth Vader è una serie a fumetti statunitense ambientata nell'universo fantascientifico di Guerre stellari scritta da Kieron Gillen e disegnata da Salvador Larroca. La Marvel Comics ha pubblicato il fumetto per la prima volta l'11 febbraio 2015, mentre si è conclusa con il 25° numero nel mese di ottobre 2016. In Italia la serie è iniziata il 4 giugno 2015.
Il fumetto fa parte del nuovo canone di Guerre stellari. La storia è incentrata sul personaggio di Dart Fener ed è ambientata tra i film Guerre stellari e L'Impero colpisce ancora, in concomitanza con quanto narrato nel fumetto Star Wars.

## Trama
Infuriato da due fallimenti ravvicinati, la distruzione della Morte Nera e la disattivazione della fabbrica di armi di Cymoon 1 da parte dell'Alleanza Ribelle, l'imperatore Palpatine elegge Dart Fener a capro espiatorio e lo punisce mettendolo sotto il comando del gran generale Tagge. Inoltre lo mette alla prova facendolo combattere contro i gemelli Morit e Aoln, due guerrieri potenziati creati dal dottor Cylo, che medita di impiegare come sostituti di Fener nel caso si rivelino migliori di lui. Oltre a svolgere le sue regolari missioni per sgominare i nemici dell'Impero Galattico, Fener inizia dunque a tessere dei propri piani per ottenere una schiera di soldati a lui fedeli e per reperire informazioni sul giovane soldato ribelle che ha distrutto la Morte Nera. Per raggiungere il primo obiettivo recluta l'aiuto dell'archeologa criminale Dottoressa Aphra e dei suoi due droidi 0-0-0 e BT-1, grazie ai quali riesce a crearsi un'armata di droidi personale. Tramite Boba Fett, inoltre, scopre l'identità del pilota ribelle, ovvero suo figlio Luke Skywalker.
Fener incarica Aphra di rubare il carico di denaro trasportato da uno star destroyer, da utilizzare per i loro scopi. Tagge affida proprio a Fener il compito di trovare i responsabili e gli affianca come osservatore speciale per la missione l'ispettore Thanoth, che si dimostra molto sospettoso nei confronti del Sith. Mentre Aphra scopre da un criminale che Luke si trova sul pianeta Vrogas Vas, Fener e Thanoth seguono una loro pista fino alla base dei Demoni Plasma, un gruppo di ribelli responsabili del furto di rifornimenti destinati all'Impero Galattico, e li sgominano. Informato da Aphra, Fener giunge poi su Vrogas Vas e ingaggia battaglia con i piloti dell'Alleanza Ribelle fino a quando è proprio Luke a centrarlo facendo precipitare entrambi. Una volta a terra, Fener deve affrontare prima le squadriglie capitanate dalla Principessa Leila e poi l'attacco di Karbin, un cyborg mon calamari che intende detronizzarlo e prendere il suo posto.
Per soffocare la ribellione dei baroni minerari contro la regina Trios, che minaccia di interrompere il flusso di risorse verso l'Impero, Palpatine invia Fener, Cylo, Morit e Aoln sul pianeta Shu-Torun. Fener riporta subito alcune importanti vittorie, ma la mancanza di rispetto che mostra verso Cyro e i suoi discepoli e l'elevato numero di successi che il signore oscuro sta accumulando, spingono Cylo ad allearsi con i baroni ribelli. Le forze congiunte della flotta imperiale, della regina Trios e dei droidi di Fener hanno la meglio sui nemici e la ribellione viene sedata. Fener intanto deve affrontare l'agguato di Aoln e Morit, e riesce a uccidere la prima e a mettere in fuga il secondo.
Mentre Aphra, ancora ricercata dall'Impero per il furto di denaro, viene catturata, Fener decide di affrontare Cylo. Lo scienziato intende affrontare direttamente Palpatine e lancia la sua astronave contro l'ammiraglia dell'Imperatore, l'Executor. Nel corso dello scontro Fener deve combattere la dottoressa Voidgazer e Morit, prima di giungere al cospetto di Cylo. Questi utilizza un telecomando per prendere il controllo del corpo meccanico del Sith, ma Fener riesce a divincolarsi e a uccidere lo scienziato e tutti i suoi cloni. Poi fa rapporto all'Imperatore, già informato da Aphra e da Thanoth sulle attività segrete del suo allievo. Palpatine rivela tuttavia di aver incentivato le ricerche di Cylo solo per rafforzare ulteriormente le capacità di Fener e si dice compiaciuto dal livello di organizzazione raggiunto dal suo allievo, nominandolo comandante generale delle forze imperiali. Il degradato generale Tagge viene ucciso e sostituito dall'ammiraglio Ozzel. Anche Aphra non rientra più nei piani di Fener e viene scaraventata senza protezione nello spazio, ma avendo previsto questo esito si mette in salvo.

## Creazione e sviluppo
L'editor Jordan D. White ha offerto a Kieron Gillen la possibilità di scrivere un fumetto a tema Guerre stellari. Sentendosi in apprensione, Gillen fu vicino a rifiutare, ma decise di accettare, abbandonando la scrittura di Iron Man pur di prendere l'incarico. La Marvel ha riconosciuto il più adatto Gillen per esplorare la natura del male e della malvagità, e quindi perfetto per Dart Fener.
Inoltre, L'Impero colpisce ancora stato il primo film che vedeva nel cinema, e ora "riesco a fare la storia di Dart Fener a partire dalla fine del primo film di Guerre stellari prima dell'inizio del secondo! È anche una grande storia. Non è solo che sto scrivendo una storia su Dart Fener. È che mi capita di scrivere questa storia che fa parte del canone".
Ha riguardato i film e ha aggiunto piccoli dettagli ma molto fondamentali, come quando Fener scopre di avere un figlio e capisce che l'Imperatore gli ha mentito, o all'inizio de L'Impero colpisce ancora quando lo vediamo più autoritario, pur essendo in parte responsabile della distruzione della Morte Nera.
Gillen ha detto di aver preso ispirazione da Io, Claudio, Il padrino, e la serie televisiva House of Cards per rappresentare al meglio le macchinazioni interne dell'Impero. Ha ricordato come gli antagonisti di Fener, compresi i funzionari militari, non credono nella Forza. Per evitare di avere una serie di fumetti ambientati nei corridoi delle navi dell'Impero potenzialmente monotoni e monocromatici, l'autore ha deciso di spostare le vicende in altri luoghi nella galassia.
Lo sceneggiatore ha anche rivelato che scrivere le battute per Fener è stato molto impegnativo perché dandogli un monologo interiore minerebbe la sua "incombente, minaccioso presenza, ma il fumetto rappresenta anche il percorso emotivo", paragonando paragonato la scrittura di Darth Vader al fumetto Punisher, dove non ci può essere l'umorismo con un protagonista terrificante.
Gillen ha voluto anche ricordare al lettore che Fener nella trilogia prequel era abile nella costruzione dei droidi, mostrando in tal modo che "la passione di Anakin risplende attraverso esso". Gillen ha voluto elogiare il lavoro nelle illustrazioni del fumetto sia di Salvador Larroca che di Adi Granov.

## Pubblicazione
Darth Vader ha iniziato la pubblicazione come serie regolare l'11 febbraio 2015, con testi di Kieron Gillen e disegni di Salvador Larroca. La serie si è conclusa il 12 ottobre 2016 dopo 25 numeri. Marvel Comics ne ha in seguito pubblicato una riedizione in quattro volumi raccoglitori, più un quinto contenente il crossover Star Wars: Vader colpito, e un'edizione omnibus in volume unico.
L'edizione italiana è edita da Panini Comics, che l'ha pubblicata dal 4 giugno 2015 al 12 ottobre 2016 all'interno dello spillato mensile Darth Vader insieme ad altri fumetti di Guerre stellari. Panini ne ha pubblicato anche un'edizione monografica che ricalca la Collector's Edition statunitense in volumi raccoglitori. 

### Volumi
| N° | Titolo                                                      | Pubblicazione statunitense | Pubblicazione italiana |
| -- | ----------------------------------------------------------- | -------------------------- | ---------------------- |
| 1  | Vader, parte 1 (Vader, Part 1)                              | 11 febbraio 2015           | 4 giugno 2015          |
| 2  | Vader, parte 2 (Vader, Part 2)                              | 25 febbraio 2015           | 28 luglio 2015         |
| 3  | Vader, parte 3 (Vader, Part 3)                              | 25 marzo 2015              | 29 ottobre 2015        |
| 4  | Vader, parte 4 (Vader, Part 4)                              | 8 aprile 2015              | 26 novembre 2015       |
| 5  | Vader, parte 5 (Vader, Part 5)                              | 13 maggio 2015             | 24 dicembre 2015       |
| 6  | Vader, parte 6 (Vader, Part 6)                              | 3 giugno 2015              | 4 febbraio 2016        |
| 7  | Ombre e segreti, parte 1 (Shadows and Secrets, Part 1)      | 1º luglio 2015             | 3 marzo 2016           |
| 8  | Ombre e segreti, parte 2 (Shadows and Secrets, Part 2)      | 5 agosto 2015              | 3 marzo 2016           |
| 9  | Ombre e segreti, parte 3 (Shadows and Secrets, Part 3)      | 9 settembre 2015           | 31 marzo 2016          |
| 10 | Ombre e segreti, parte 4 (Shadows and Secrets, Part 4)      | 7 ottobre 2015             | 31 marzo 2016          |
| 11 | Ombre e segreti, parte 5 (Shadows and Secrets, Part 5)      | 21 ottobre 2015            | 29 aprile 2016         |
| 12 | Ombre e segreti, parte 6 (Shadows and Secrets, Part 6)      | 11 novembre 2015           | 25 maggio 2016         |
| 13 | Vader colpito, parte 2 (Vader Down, Part 2)                 | 25 novembre 2015           | 30 giugno 2016         |
| -  | Annual 1                                                    | 16 dicembre 2015           | 29 settembre 2016      |
| 14 | Vader colpito, parte 4 (Vader Down, Part 4)                 | 23 dicembre 2015           | 28 luglio 2016         |
| 15 | Vader colpito, parte 6 (Vader Down, Part 6)                 | 13 gennaio 2016            | 1º settembre 2016      |
| 16 | La guerra di Shu-Torun, parte 1 (The Shu-Torun War, Part 1) | 10 febbraio 2016           | 27 ottobre 2016        |
| 17 | La guerra di Shu-Torun, parte 2 (The Shu-Torun War, Part 2) | 2 marzo 2016               | 24 novembre 2016       |
| 18 | La guerra di Shu-Torun, parte 3 (The Shu-Torun War, Part 3) | 30 marzo 2016              | 22 dicembre 2016       |
| 19 | La guerra di Shu-Torun, parte 4 (The Shu-Torun War, Part 4) | 13 aprile 2016             | 26 gennaio 2017        |
| 20 | Fine dei giochi, parte 1 (End of Games, Part 1)             | 11 maggio 2016             | 23 febbraio 2017       |
| 21 | Fine dei giochi, parte 2 (End of Games, Part 2)             | 8 giugno 2016              | 23 marzo 2017          |
| 22 | Fine dei giochi, parte 3 (End of Games, Part 3)             | 29 giugno 2016             | 27 aprile 2017         |
| 23 | Fine dei giochi, parte 4 (End of Games, Part 4)             | 20 luglio 2016             | 27 aprile 2017         |
| 24 | Fine dei giochi, parte 5 (End of Games, Part 5)             | 10 agosto 2016             | 25 maggio 2017         |
| 25 | Fine dei giochi, parte 6 (End of Games, Part 6)             | 12 ottobre 2016            | 29 giugno 2017         |